# Terrence Cody
Terrence Bernard Cody Jr. (Fort Myers, 28 giugno 1988) è un giocatore di football americano statunitense che gioca nel ruolo di nose tackle per i Baltimore Ravens della National Football League (NFL). Fu scelto nel corso del secondo giro (57º assoluto) del Draft NFL 2010 dai Ravens. Al college ha giocato a football all’Università dell'Alabama dove ha vinto il campionato NCAA nel 2009 ed è stato nominato All-American.

## Carriera professionistica

### Baltimore Ravens
Cody fu scelto nel corso del secondo giro del Draft 2010 dai Baltimore Ravens. Iniziò a imporre il suo gioco nella seconda parte della sua prima stagione, in particolare nei playoff. La sua stagione da rookie terminò con 13 tackle in 13 partite, una delle quali come titolare.
Nella stagione 2011, Terrence divenne il titolare fisso nel suo ruolo dopo che i Ravens svincolarono Kelly Gregg giocando tutte le partite e terminando con 34 tackle e un passaggio deviato, contribuendo a rendere la difesa di Baltimore la seconda migliore della NFL.
Il 3 febbraio 2013, Cody mise a segno un tackle nel Super Bowl XLVII contribuendo alla vittoria dei Ravens sui San Francisco 49ers per 34-31, laureandosi per la prima volta campione NFL.

## Palmarès
- Super Bowl : 1

Baltimore Ravens: Super Bowl XLVII
- American Football Conference Championship: 1

Baltimore Ravens: 2012
- Campione NCAA: 1

2009

## Statistiche
| Partite totali      | 56 |
| Partite da titolare | 21 |
| Tackle              | 97 |
| Sack                | 0  |
| Intercetti          | 0  |

Statistiche aggiornate alla stagione 2013